# Dasypogonaceae
Dasypogonaceae, biljna porodica iz reda palmolike (Arecales) kojoj pripadaju 4 roda s ukupno 16 vrsta manjeg drveča ili grmova, rjeđe zeljastog bilja, sve u endemi iz Australije. Najpoznatiji predstavnik je Kingia australis.
Nekada je činila samostalni red Dasypogonales Doweld, 2001.

## Rodovi
1. Subfamilia Dasypogonoideae Thorne & Reveal
  1. Dasypogon R. Br., 1810 (3 spp.)
  2. Calectasia R. Br., 1810 (15 spp.)
2. Subfamilia Kingioideae Meisn.
  1. Baxteria R. Br. ex Hook., 1843 . (1 sp.)
  2. Kingia R. Br., 1826 . (1 sp.)

## Sinonimi
- Calectasiaceae Endlicher

## Vanjske poveznice
- The Plant List
- Systematic Placement of Dasypogonaceae Among Commelinid Monocots: Evidence from Flowers and Fruits